# Maxtermine
Un maxtermine ( o anche termine-somma, o s-termine ) è una funzione booleana che assume il valore 0 per una ed una sola permutazione del vettore di input.
Sono esempi di maxtermine:
- l'operazione logica OR, perché dà come risultato 0 solo nella configurazione in cui tutti gli ingressi sono 0;
- l'operazione logica NAND, perché dà come risultato 0 solo nella configurazione in cui tutti gli ingressi sono 1.

Di solito, un maxtermine si indica con {\displaystyle M_{i}}, dove l'indice i si riferisce alla particolare configurazione che ha come valore 0. Un maxtermine può essere rappresentato come una somma delle n variabili booleane prese in forma diretta o negata.
Con {\displaystyle n} variabili abbiamo {\displaystyle 2^{n}} maxtermini.
Qualunque funzione booleana si può esprimere come prodotto di maxtermini (cioè prodotto di somme logiche):
{\displaystyle y=\Pi _{i=0}^{2^{n}-1}\left(y_{i}+M_{i}\right)}
dove {\displaystyle y_{i}} sono i valori della funzione logica.